# Kap Greco

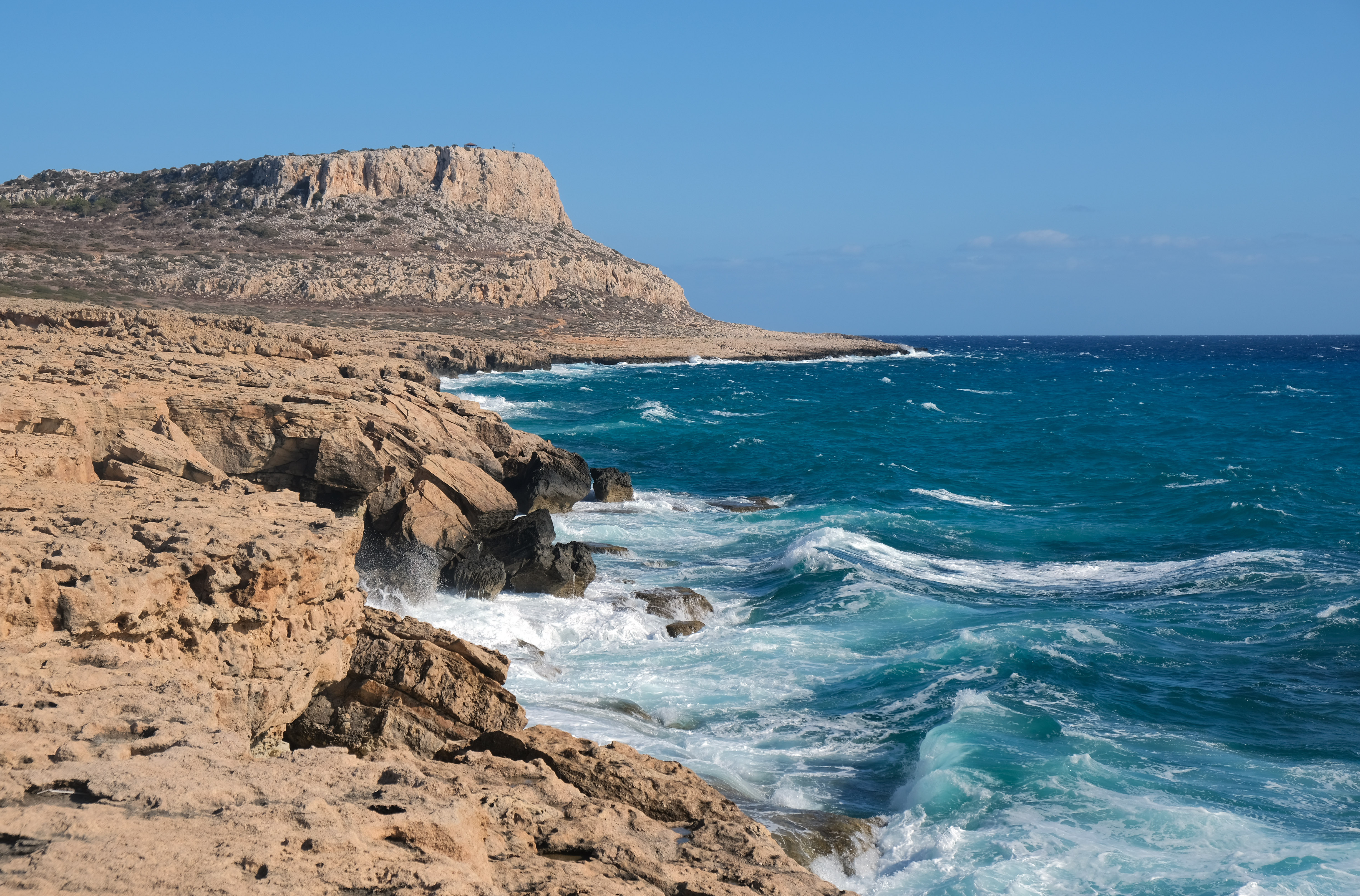
Kap Greco

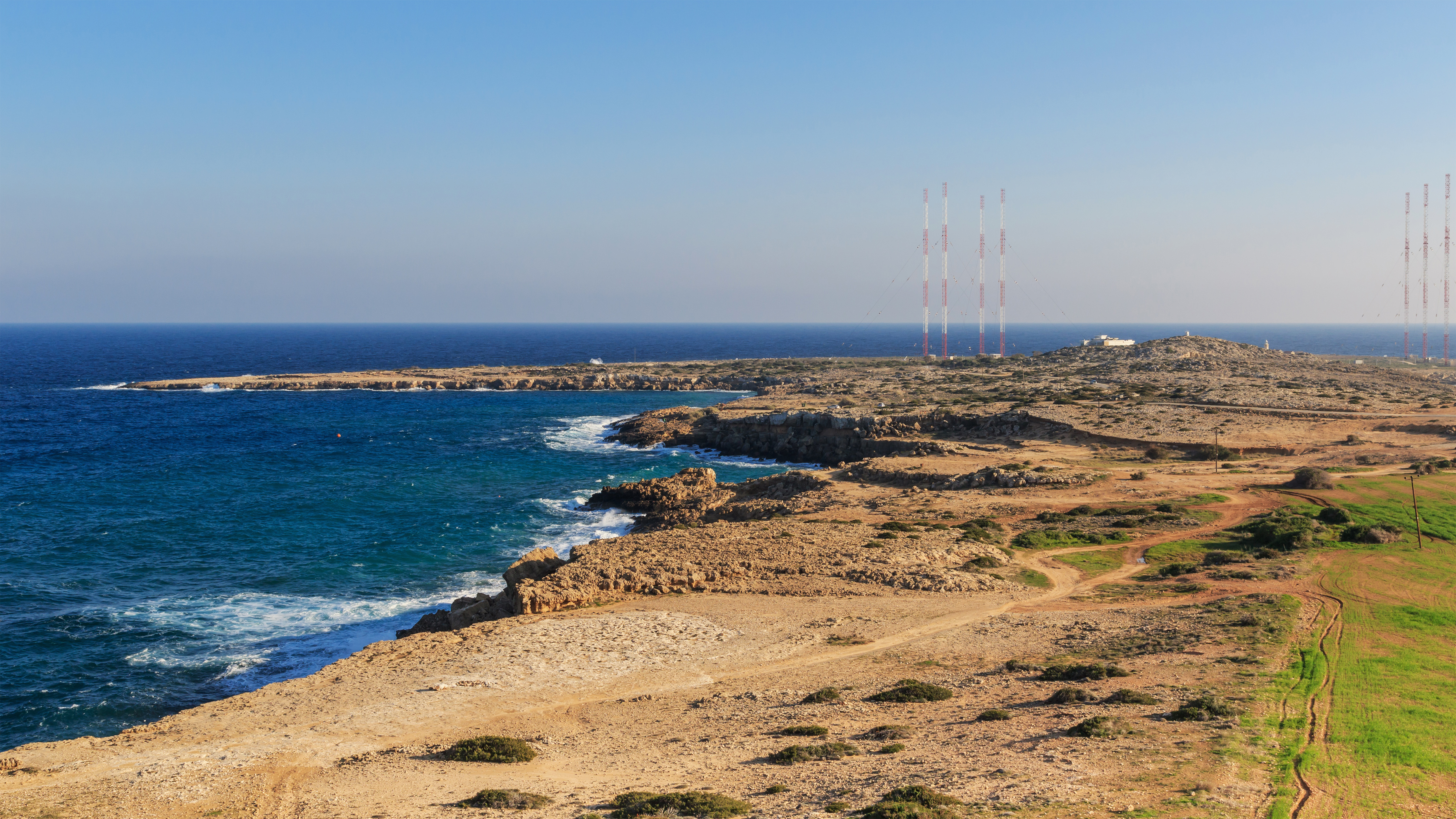
Sendeanlagen auf Kap Greco

Kap Greco (griechisch Κάβο Γκρέκο Kavo Greko) ist ein Kap auf Zypern und de facto der östlichste Punkt der Republik Zypern.
Das Kap Greco war als Standort eines Hochleistungs-Mittelwellen-Relais von Trans World Radio bekannt, welches als Sendeantenne vier in einem Parallelogramm angeordnete Sendemasten verwendete. Daneben existierte noch eine weitere Mittelwellensendeanlage aus drei in einer Reihe angeordneten Sendemasten von Radio France Internationale. Zu Zeiten des Kalten Krieges existierte in der Nähe auch noch eine ACE-High-Station.
Außerdem befindet sich auf der Spitze der Landzunge der Leuchtturm Kap Greco von 1892.
Kap Greco gehört zum Gemeindegebiet von Paralimni.
Um das Kap Greco wurden ein FFH-Gebiet und ein Vogelschutzgebiet ausgewiesen, die zum europäischen Schutzgebietsnetz Natura 2000 gehören.